# St. Johannes (Tangermünde)
Das Stift St. Johannes war ein Kollegiatstift bei der Schloßkapelle Tangermünde im heutigen Sachsen-Anhalt (Deutschland).

## Geschichte
Im Jahr 1377 wurde das Stift St. Johannes von Kaiser Karl IV. gestiftet. Sitz des Kollegiums war die neu errichtete Kapelle St. Johannes. Die Gründung erfolgte im Zuge des Ausbaus der Burg Tangermünde als Residenz nach dem Erwerb der Mark Brandenburg 1373. 
Das Stiftskollegium bestand aus einem Propst und elf Kanonikern, die vor allem aus Tangermünder Bürgerfamilien stammten. Die Residenzpflicht der Kanoniker wurde 1414 durch Papst Johannes XXIII. aufgehoben. Das Stift unterstand zunächst dem Bistum Halberstadt, wurde jedoch 1415 durch Papst Johannes XXIII. von dessen Jurisdiktion enthoben.
1540 nahm das Stiftskapitel die neue Kirchenordnung an und im Folgejahr wurde das Stift St. Johannes förmlich aufgehoben.

## Archivalien
- Urkundenüberlieferung des Kollegiatstifts St. Johannes (Tangermünde) im Landesarchiv Sachsen-Anhalt, Abteilung Magdeburg